# 臺北市立萬華國民中學
臺北市立萬華國民中學（英語：Taipei Municipal Wanhua Junior High School，簡稱萬華國中、萬中），位於臺北市萬華區的一所國民中學，鄰近萬華車站、龍山寺。

## 校史
- 1958年：「臺北市立萬華初級中學」成立。[1]
- 1975年：設立國中補校。
- 1991年：改制為男女合校。
- 1999年：校舍改建工程開工動土。
- 2002年：完成第一期校舍改建工程。
- 2005年：校舍改建二期工程暨操場附建地下停車場開工動土。
- 2007年10月：校舍-專科教室 竣工典禮

## 歷史建築
萬華國中活動中心建於1968年，為RC鋼筋混凝土造，以A型斜柱並加飛扶壁體支撐為結構形成大跨度，兼具功能與美學之設計為1960年代少見造型，具有工藝歷史價值，2019年10月經北市文化局文資審議委員會通過，登錄為北市歷史建築物。

## 歷任校長
| 任別 | 姓名   | 任職時間       |
| ---- | ------ | -------------- |
| 1    | 藍自傑 | 1958年－1975年 |
| 2    | 葉金成 | 1975年－1978年 |
| 3    | 劉玉春 | 1978年－1986年 |
| 4    | 滕春興 | 1986年－1994年 |
| 5    | 鍾兆晟 | 1994年－1996年 |
| 6    | 王正哲 | 1996年－2003年 |
| 7    | 吳秋麟 | 2003年－2011年 |
| 8    | 吳菜霞 | 2011年－2019年 |
| 9    | 洪志成 | 2019年至今     |

## 校友
- 蘇永欽：2013年時任司法院副院長兼大法官。
- 孫鵬：藝人
- 張甯兒：藝人
- 馬國賢：藝人
- 黃志瑋：模特兒以及演員
- 許瑋甯：模特兒以及演員
- 宋達民：演員
- 宋逸民：演員
- 林光宏：前台灣職棒味全龍球員
- 孫維新：天文學家，教育家。
- 元若蘭：歌手。
- 王君豪：韓國YG公司旗下練習生

## 外部連結
- 北市萬華國中 （页面存档备份，存于）